# Partida de Bovà
Bovà o Lo Bovar és una partida de l'Horta de Lleida, de Lleida. Si bé hom pensa que el seu nom prové d'un indret amb abundància de boves, historiadors de renom afirmen que l'origen cal trobar-lo en un nom de persona àrab, «Abaldovar».
La seva petita extensió, al voltant de les 30 hectàrees, conté part de la urbanització Vila Montcada - Ciutat Jardí, inaugurada a finals del segle xx. És una zona eminentment residencial, industrial i de serveis; hom hi troba una indústria de transformació del metall, cambres frigorífiques, un CEIP i el tanatori municipal de Lleida.
Aprofitant el pas pel seu terme tant de la Séquia Major del Canal de Pinyana com del riu Noguerola, el sector de l'horticultura i floricultura també hi són presents, juntament amb uns pocs conreus d'arbres fruiters.
La partida disposa de transport públic municipal, línia L17 La Bordeta - Ciutat Jardí.
Limita amb les següents partides:
- Al nord amb Montcada.
- A l'est amb Balàfia.
- Al sud amb Guindàvols.
- A l'oest amb Boixadors.